# Pegomya pliciforceps
Pegomya pliciforceps este o specie de muște din genul Pegomya, familia Anthomyiidae. A fost descrisă pentru prima dată de Fan în anul 1982. Conform Catalogue of Life specia Pegomya pliciforceps nu are subspecii cunoscute.